# Anton Krause (Musiker)
Friedrich Anton Krause (* 1834 in Geithain; † 31. Januar 1907 in Dresden) war ein deutscher Pianist, Dirigent, Komponist und Klavierlehrer.

## Leben und Wirken
Er war der Sohn des Rendanten Christian Krause und dessen Ehefrau Friederike geborene Berger. Nach der Schule besuchte er von 1850 bis 1853 das Conservatorium der Musik in Leipzig. Danach arbeitete er als Pianist und Dirigent sowie als Klavierlehrer. Daneben war er auch Komponist instruktiver Klavierstücke (Sonatinen, Etüden), des Klavierwerkes Prinzessin Ilse und einiger Chöre und Lieder. 

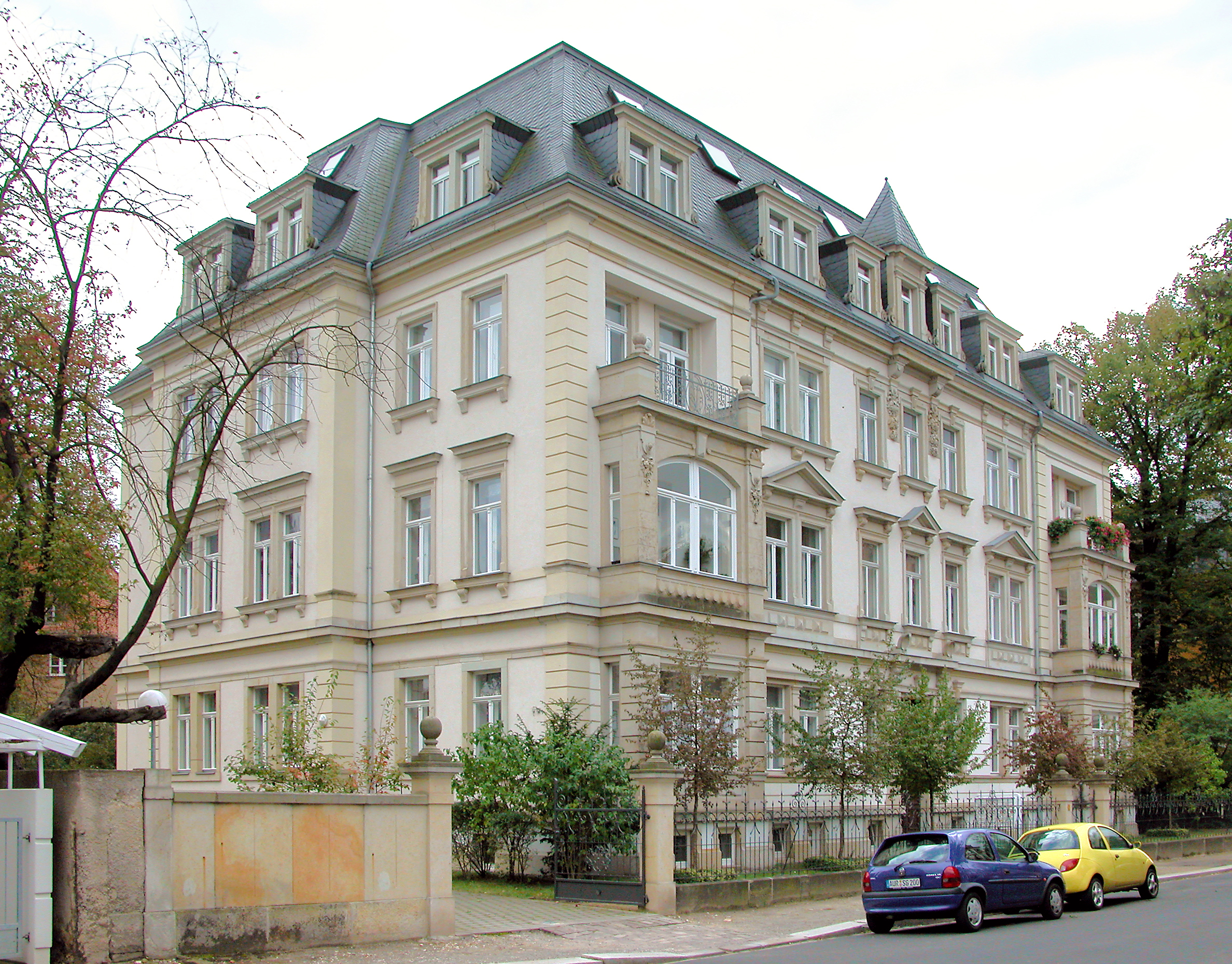
Wohn- und Sterbehaus von Anton Krause in Dresden, Voglerstr. 9

Von 1857 bis 1897 war er Musikdirektor in Barmen. Er trug den Titel Professor und lebte zuletzt in der sächsischen Residenzstadt Dresden, Voglerstraße 9. 
Sein Sohn Friedrich Krause wurde Kaufmann in Turin.

## Werke (Auswahl)
- Sonaten, Klavier, op. 1 (D-Dur). Breitkopf & Härtel, Leipzig [um 1890].
- Etüden, Klavier, op. 9. Zwölf Etüden in gebrochenen Akkorden. o. J.
- Breitkopf & Härtel, Leipzig [um 1905].
- Prinzessin Ilse. Op. 32. Eine Rübezahl-Legende von Clara Fechner-Leyde. Für Solostimmen, weiblichen Chor, Pianoforte und Deklamation komponiert von Anton Krause. Breitkopf & Härtel, Leipzig [um 1905].